# 서울 해치
서울 해치(일본어: ソウル・ヘチ)는 오사카부를 연고지로 하는 일본 프로야구 독립 리그 간사이 독립 리그의 팀이다. 2010년에 가맹하였다. 하지만 2011년 시즌을 마지막으로 해체했다.

## 같이 보기
- 박영길 - 회장
- 백운섭 - 감독
- 오성규 - 코치
- 최영필 - 플레잉코치

## 선수단
- 투수 : 최영필, 황덕균, 최상인, 신창호, 최용훈, 김용민, 박지용, 김의선, 서성민, 이지훈
- 포수 : 오두철, 최천수
- 내야수 : 박상우, 남원호, 김진석, 박상호, 센다 히로시
- 외야수 : 양승학, 박재성, 이경오, 설재훈